# 中华人民共和国互联网
中华人民共和国互联网建立于1994年，在三十年的发展裡，互联网已成为了中华人民共和国的一种新兴文化现象。中国互联网上的内容受到中央网络安全和信息化委员会下属的中央网信办等党政机关的严格审查，也建立了国家级防火墙过滤国外网站。2008年12月，中国大陆地区成为拥有世界上第一大用户群体的互联网络。截至2022年12月，中国大陸网民规模达10.67亿人，互联网普及率为75.6%；中国大陸手机网民规模达10.65亿，网民中使用手机上网的比例为 99.8%。

## 历史
在1990年代以前，中国大陸有关研究所和协会曾发过邮件到国外。第一种说法是1987年9月20日，在北京国际汉语教师协会的王运丰教授和西德卡尔斯鲁厄大学维尔纳·措恩教授的主导下，中国大陆与外界互联网建立了首个连接。而中國大陸第一封成功對外發出的電郵則是在1987年9月14日發出，內容為「Across the Great Wall, we can reach every corner in the world」（越過長城，走向世界每個角落）。第二种说法是1986年8月25日，高能物理所（IHEP）的ALEPH的成员单位组长吴为民，从北京发给ALEPH的领导——位于瑞士日内瓦西欧核子中心的诺贝尔奖获得者杰克·施泰因贝格尔的电子邮件是中国大陸第一封国际电子邮件。但由于吴的邮件不通过TCP/IP，因此严格来说不算接入互联网。
中国大陸最早接入互联网始于1994年5月17日，当高能物理所（IHEP）与美国斯坦福直線加速器中心（SLAC）建立的TCP/IP连接，为中国大陸接入互联网之始。1994年5月24日一条64K的国际专线从中华人民共和国国家计算机与网络设施（NCFC）通过美国Sprint公司连入互联网。但此时中国大陸仍没有互联网服务供应商。從1994年至1990年代，互联网仅用于商业、教育和一些政府部门，中國大陸互聯網主要依靠拨号上网的方式，高昂的電話費並非人人負擔得起。一些企業與學校機構此时已經組建了一系列的城域網或校園網，網民主要是IT人士、教師、學生。1990年代为中国大陸公用互联网的开始年代，中国大陸最早的互联网服务供应商为女创业家张树新成立的瀛海威时空，在北京于1995年9月30日在一台Intel 80486 90MHz电脑网络服务器上开始运营，到1996年8月，仅在北京已经拥有了6000名用户。作为中国大陸第一个互联网服务供应商，瀛海威比中国电信的ChinaNet还要早出现。中国大陸的公用互联网起步始于1997年后，但即使在1997年至1998年也仅是中国大陸互联网出现过的一次小兴起时期。截至2001年，中國大陸的互聯網用戶率為2.18%。其中65%的中国网民年收入超过6000元；相比之下，年收入低于6000元的用户占互联网用戶总數的15%。2000年後，寬帶網絡的出现以及后来價格開始下降，用戶接入數量開始快速攀升。一些大城市也開設網吧等的服務機構，加上網絡遊戲流行，令中國大陸互聯網迅速發展。受到ICQ、Google、YouTube、維基百科等的啟發，中國大陸企業開始自行發展相關的產業。不過截至2007年，中國大陸各地互聯網發展並不平衡。北京當地有30.4%的居民接入互聯網，上海為28.7%，廣東為19.9%，而貴州為3.8%。當時北京网民占全国网民总数的12.39%，上海占8.98%，而中国西北部的西藏和青海省佔0.0%（幾乎為零）和0.31%。中国城市地区的互联网普及率为50%，而中国农村地区为18.5%。
2017年11月26日，中共中央办公厅、国务院办公厅印发《推进互联网协议第六版（IPv6）规模部署行动计划》，要求各地各部门贯彻落实。其中主要目标包括：到2018年末，IPv6活跃用户数达2亿，互联网用户中占比不低于20%；到2020年末，IPv6活跃用户数超过5亿，互联网用户中占比超过50%，新增网络地址不再使用私有IPv4地址；到2025年末，中国大陸IPv6网络规模、用户规模、流量规模位居世界第一，网络、应用、终端全面支持IPv6。
2019年7月2日，工业和信息化部批复同意中国互联网络信息中心设立域名根服务器（F、I、K、L根镜像服务器）及域名根服务器运行机构。

## 发展
1997年，中国互联网络信息中心牵头组织有关单位共同开展中国大陸互联网发展情况统计调查，并于1997年10月31日发布了第一份官方发布的《中国互联网络发展状况统计报告》。自此之后，形成了每年年初和年中定期发布《中国互联网络发展状况统计报告》的惯例。《中国互联网络发展状况统计报告》包括关于中国大陆互联网建设状况、应用发展状况、产业与技术发展状况、互联网安全状况等权威数据和信息。
截至2024年3月，《中国互联网络发展状况统计报告》已经发布53次。
| 中国互联网络信息中心（CNNIC）统计调查报告中的主要相关数据汇总 | 中国互联网络信息中心（CNNIC）统计调查报告中的主要相关数据汇总 | 中国互联网络信息中心（CNNIC）统计调查报告中的主要相关数据汇总 | 中国互联网络信息中心（CNNIC）统计调查报告中的主要相关数据汇总 | 中国互联网络信息中心（CNNIC）统计调查报告中的主要相关数据汇总 | 中国互联网络信息中心（CNNIC）统计调查报告中的主要相关数据汇总 | 中国互联网络信息中心（CNNIC）统计调查报告中的主要相关数据汇总 | 中国互联网络信息中心（CNNIC）统计调查报告中的主要相关数据汇总 | 中国互联网络信息中心（CNNIC）统计调查报告中的主要相关数据汇总 | 中国互联网络信息中心（CNNIC）统计调查报告中的主要相关数据汇总 | 中国互联网络信息中心（CNNIC）统计调查报告中的主要相关数据汇总 |
| 报告日期                                                      | 网民                                                          | 连入计算机                                                    | .cn域名                                                       | 宽带用户                                                      | 拨号用户                                                      | 无线用户 （手机上网）                                         | 国际带宽                                                      | 互联网普及率                                                  | 固定宽带网络平均连接速度                                      | IPv6地址数量                                                  |
| ------------------------------------------------------------- | ------------------------------------------------------------- | ------------------------------------------------------------- | ------------------------------------------------------------- | ------------------------------------------------------------- | ------------------------------------------------------------- | ------------------------------------------------------------- | ------------------------------------------------------------- | ------------------------------------------------------------- | ------------------------------------------------------------- | ------------------------------------------------------------- |
| 2024年03月22日                                                | 10.92亿                                                       |                                                               | 2013万                                                        |                                                               |                                                               |                                                               |                                                               | 77.5%                                                         |                                                               | 68042块/32                                                    |
| 2023年08月28日                                                | 10.79亿                                                       |                                                               |                                                               |                                                               |                                                               | 10.76 亿                                                      | 18,469,972Mbps                                                | 76.4%                                                         |                                                               | 68055块/32                                                    |
| 2023年3月2日                                                  | 10.67亿                                                       |                                                               | 2010万                                                        |                                                               |                                                               | 10.65亿                                                       |                                                               | 75.6%                                                         |                                                               | 67369块/32                                                    |
| 2022年8月31日                                                 | 10.51亿                                                       |                                                               | 1786万                                                        |                                                               |                                                               | 10.47 亿                                                      |                                                               | 74.4%                                                         |                                                               | 63079块/32                                                    |
| 2022年2月25日                                                 | 10.32 亿                                                      |                                                               | 2041万                                                        |                                                               |                                                               | 10.29亿                                                       |                                                               | 73.0%                                                         |                                                               | 63052 块/32                                                   |
| 2021年2月3日                                                  | 9.89亿                                                        |                                                               | 1897万                                                        |                                                               |                                                               | 9.86亿                                                        | 11,511,397Mbps                                                | 70.4%                                                         |                                                               | 57634块/32                                                    |
| 2020年4月28日                                                 | 9.04亿                                                        |                                                               | 2243万                                                        |                                                               |                                                               | 8.97亿                                                        | 8,827,751Mbps                                                 | 64.5%                                                         | 37.69Mbit/s                                                   | 50877块/32                                                    |
| 2019年2月28日                                                 | 8.29亿                                                        |                                                               | 2124.3万                                                      |                                                               |                                                               | 8.17亿                                                        | 8,946,570Mbps                                                 | 59.6%                                                         | 28.06Mbit/s                                                   | 41079块/32                                                    |
| 2018年8月20日                                                 | 8.02亿                                                        |                                                               |                                                               |                                                               |                                                               | 7.88亿                                                        | 8,826,302Mbps                                                 | 57.7%                                                         |                                                               | 27725块/32                                                    |
| 2018年1月31日                                                 | 7.72亿                                                        |                                                               | 2085万                                                        |                                                               |                                                               | 7.53亿                                                        | 7,320,180Mbps                                                 | 55.8%                                                         |                                                               |                                                               |
| 2017年8月4日                                                  | 7.51亿                                                        |                                                               | 2070万                                                        |                                                               |                                                               | 7.24亿                                                        | 7,974,779Mbps                                                 | 54.3%                                                         |                                                               |                                                               |
| 2017年1月22日                                                 | 7.31亿                                                        |                                                               | 20,601,491                                                    |                                                               |                                                               | 6.95亿                                                        | 6,640,291Mbps                                                 | 53.2%                                                         |                                                               |                                                               |
| 2016年8月3日                                                  | 7.10亿                                                        |                                                               | 16,363,594                                                    |                                                               |                                                               | 6.56亿                                                        | 6,220,764Mbps                                                 | 51.7%                                                         |                                                               |                                                               |
| 2016年1月22日                                                 | 6.88 亿                                                       |                                                               | 11,089,231                                                    |                                                               |                                                               | 6.20亿                                                        | 5,392,116Mbps                                                 | 50.3%                                                         |                                                               |                                                               |
| 2015年7月23日                                                 | 6.68 亿                                                       |                                                               | 11,089,231                                                    |                                                               |                                                               | 5.94亿                                                        | 4,717,761Mbps                                                 | 48.8%                                                         |                                                               |                                                               |
| 2015年2月3日                                                  | 6.49 亿                                                       |                                                               | 10,829,480                                                    |                                                               |                                                               | 5.57亿                                                        | 4,118,663Mbps                                                 | 47.9%                                                         |                                                               |                                                               |
| 2014年7月21日                                                 | 6.32 亿                                                       |                                                               | 10,829,480                                                    |                                                               |                                                               | 5.27亿                                                        | 3,776,909Mbps                                                 | 46.9%                                                         |                                                               |                                                               |
| 2014年1月16日                                                 | 6.18 亿                                                       |                                                               | 7,507,759                                                     |                                                               |                                                               | 5亿                                                           | 3,406,824Mbps                                                 | 45.8%                                                         |                                                               |                                                               |
| 2013年7月17日                                                 | 5.91 亿                                                       |                                                               | 7,808,360                                                     |                                                               |                                                               | 4.64亿                                                        | 2,098,150Mbps                                                 | 44.1%                                                         |                                                               |                                                               |
| 2013年1月15日                                                 | 5.64 亿                                                       |                                                               | 7,507,759                                                     |                                                               |                                                               | 4.20亿                                                        | 1,899,792Mbps                                                 | 42.1%                                                         |                                                               |                                                               |
| 2012年7月19日                                                 | 5.38亿                                                        |                                                               | 3,984,188                                                     |                                                               |                                                               | 3.88亿                                                        | 1,548,811Mbps                                                 | 39.9%                                                         |                                                               |                                                               |
| 2011年12月31日                                                | 5.13亿                                                        |                                                               | 3,528,511                                                     | 3.92亿                                                        |                                                               | 3.56亿                                                        | 1,389,529Mbps                                                 | 38.3%                                                         |                                                               |                                                               |
| 2011年6月30日                                                 | 4.85亿                                                        |                                                               | 3,502,288                                                     | 3.9亿                                                         |                                                               | 3.18亿                                                        | 1,182,261.45Mbps                                              | 36.2%                                                         |                                                               |                                                               |
| 2010年12月31日                                                | 4.57亿                                                        |                                                               | 4,349,524                                                     | 4.5亿                                                         |                                                               | 3.03亿                                                        | 1,098,956.82Mbps                                              | 34.3%                                                         | 100.9KB                                                       |                                                               |
| 2010年6月30日                                                 | 4.20亿                                                        |                                                               | 7,246,686                                                     | 3.64亿                                                        |                                                               | 2.77亿                                                        | 998,217Mbps                                                   | 31.8%                                                         |                                                               |                                                               |
| 2009年12月31日                                                | 3.84亿                                                        |                                                               | 13,459,13                                                     | 3.46亿                                                        |                                                               | 2.33亿                                                        | 866,367.20Mbps                                                | 28.9%                                                         |                                                               |                                                               |
| 2009年6月30日                                                 | 3.38亿                                                        |                                                               | 12,963,685                                                    | 3.2亿                                                         |                                                               | 1.55亿                                                        | 747,541Mbps                                                   | 25.5%                                                         |                                                               |                                                               |
| 2008年12月31日                                                | 2.98亿                                                        |                                                               | 13,572,326                                                    | 2.7亿                                                         |                                                               | 1.176亿                                                       | 640,286.67Mbps                                                | 22.6%                                                         |                                                               |                                                               |
| 2008年6月30日                                                 | 2.53亿                                                        | 8,470万                                                       | 11,900,144                                                    | 2.140亿                                                       |                                                               | 0.7305亿                                                      | 493,729Mbps                                                   | 19.1%                                                         |                                                               |                                                               |
| 2007年12月31日                                                | 2.1亿                                                         | 7,800万                                                       | 9,002,000                                                     | 1.634亿                                                       | 0.234亿                                                       | 0.588亿                                                       | 368,927Mbps                                                   | 16%                                                           |                                                               |                                                               |
| 2007年6月30日                                                 | 1.62亿                                                        | 6,710万                                                       | 6,149,851                                                     | 1.224亿                                                       | 0.316亿                                                       | 0.556亿                                                       | 312,346Mbps                                                   | 12.3%                                                         |                                                               |                                                               |
| 2006年12月31日                                                | 1.37亿                                                        | 5,940万                                                       | 1,803,393                                                     | 0.907亿                                                       | 0.39亿                                                        |                                                               | 256,696Mbps                                                   | 10.5%                                                         |                                                               |                                                               |
| 2006年6月30日                                                 | 1.23亿                                                        | 5,450万                                                       | 1,190,617                                                     | 0.77亿                                                        | 0.475亿                                                       |                                                               | 214,175Mbps                                                   | 9.4%                                                          |                                                               |                                                               |
| 2006年1月17日                                                 | 1.11亿                                                        | 4,950万                                                       | 1,096,924                                                     | 0.64亿                                                        | 0.51亿                                                        |                                                               | 136,106Mbps                                                   | 8.5%                                                          |                                                               |                                                               |
| 2005年7月21日                                                 | 1.03亿                                                        | 4,560万                                                       | 622,534                                                       | 0.53亿                                                        | 0.495亿                                                       |                                                               | 82,617Mbps                                                    | 7.9%                                                          |                                                               |                                                               |
| 2005年1月19日                                                 | 0.94亿                                                        | 4,160万                                                       | 432,077                                                       | 0.428亿                                                       | 0.524亿                                                       |                                                               | 74,429Mbps                                                    | 7.3%                                                          |                                                               |                                                               |
| 2004年7月20日                                                 | 8,700万                                                       | 3,630万                                                       | 382,216                                                       | 3,110万                                                       | 5,515万                                                       |                                                               | 53,941Mbps                                                    | 6.7%                                                          |                                                               |                                                               |
| 2004年1月15日                                                 | 7,950万                                                       | 3,089万                                                       | 340,000                                                       | 1,740万                                                       | 4,916万                                                       |                                                               | 27,216Mbps                                                    | 6.2%                                                          |                                                               |                                                               |
| 2003年7月21日                                                 | 6,800万                                                       | 2,572万                                                       | 250,651                                                       | 980万                                                         | 4,500万                                                       |                                                               | 18,599Mbps                                                    | 5.3%                                                          |                                                               |                                                               |
| 2003年1月16日                                                 | 5,910万                                                       | 2,083万                                                       | 179,000                                                       | 660万                                                         | 4,080万                                                       |                                                               | 9,380Mbps                                                     | 4.6%                                                          |                                                               |                                                               |
| 2002年7月22日                                                 | 4,580万                                                       | 1,613万                                                       | 126,146                                                       | 200万                                                         | 2,682万                                                       |                                                               | 10,576.5Mbps                                                  | 3.6%                                                          |                                                               |                                                               |
| 2002年1月15日                                                 | 3,370万                                                       | 1,254万                                                       | 127,000                                                       |                                                               | 2,133万                                                       |                                                               | 7,597.5Mbps                                                   |                                                               |                                                               |                                                               |
| 2001年7月17日                                                 | 2,650万                                                       | 1,002万                                                       | 128,000                                                       |                                                               | 1,793万                                                       |                                                               | 3,257Mbps                                                     |                                                               |                                                               |                                                               |
| 2001年1月17日                                                 | 2,250万                                                       | 892万                                                         | 122,099                                                       |                                                               | 1,543万                                                       |                                                               | 2,799Mbps                                                     |                                                               |                                                               |                                                               |
| 2000年7月27日                                                 | 1,690万                                                       | 650万                                                         | 99,734                                                        |                                                               | 1,176万                                                       |                                                               | 1,234Mbps                                                     |                                                               |                                                               |                                                               |
| 2000年1月18日                                                 | 890万                                                         | 350万                                                         | 48,000                                                        |                                                               | 666万                                                         |                                                               |                                                               |                                                               |                                                               |                                                               |
| 1999年12月5日                                                 | 400万                                                         | 146万                                                         | 29,000                                                        |                                                               | 256万                                                         |                                                               |                                                               |                                                               |                                                               |                                                               |
| 1998年6月30日                                                 | 117.5万                                                       | 54.2万                                                        | 9,415                                                         |                                                               | 85万                                                          |                                                               |                                                               |                                                               |                                                               |                                                               |
| 1997年10月31日                                                | 62万                                                          | 29.9万                                                        | 4,066                                                         |                                                               | 46.5万                                                        |                                                               | 25.408Mbps                                                    |                                                               |                                                               |                                                               |

## 基础资源

東亞及東南亞（中國大陸各地區細化）歷年來的網路擴散（互联网普及率）1995-2012

截至2017年第三季度，光缆线路总长度达3606万公里，其中新建光缆线路564万公里，建设光缆长度保持较快增长态势。
截至2017年第三季度，互联网宽带接入端口数量达到7.6亿个，比上年底净增7166万个。
截至2017年第三季度，移动通信基站总数达604.1万个。其中3G/4G基站累计达到447.1万个，占比达74.0%。
截至2017年12月，中国大陸域名总数同比减少9.0%，但“.CN”域名总数实现了1.2%的增长，达到2085万个，在域名总数中占比从2016年底的48.7%提升至54.2%；国际出口带宽实现10.2%的增长，达7,320,180Mbps；此外，光缆、互联网接入端口、移动电话基站和互联网数据中心等基础设施建设稳步推进。在此基础上，网站、网页、移动互联网接入流量与APP数量等应用发展迅速，均在2017年实现显著增长，尤其是移动互联网接入流量自2014年以来连续三年实现翻番增长。中国大陸网民规模达7.72亿。
截至2020年12月，中国大陸网民规模达9.89亿，普及率达到70.4%。
截至2020年12月，中国大陸IPv6地址数量为57634块/32，年增长13.3%，中国大陸域名总数为3792.8万个。全球IPv4地址数已于2011年2月分配完毕，自2011年开始中国大陸IPv4地址总数基本维持不变，共计有38923万个。
截至2020年12月，中国大陆国际出口带宽为11,511,397Mbps，较2019年底增长30.4％，其中中国电信、中国联通、中国移动三大运营商共有11,243,109Mbps，中国科技网114,688Mbps，中国教育和科研计算机网153,600Mbps。，有五处海底光缆出口。

## 网络质量
据Speedtest Global Index 2020年12月报告，中国大陆的固定网络平均下载速度有158.66Mbps，平均上传速度有43.12Mbps，中国大陆的固定网络下载速度世界排名第18位，排在智利之后和加拿大之前；移动网络平均下载速度则有155.89Mbps，世界排名第4位，排在韩国之后和澳大利亚之前。
中国大陆用户的互联网体验与其所用运营商有一定关系，民间将宽带运营商分为三级。一级宽带运营商包括中国电信、中国联通及中国移动，这三家运营商拥有全国性的骨干网且网内资源丰富，能提供较好的网络质量但是收费相对较高。二级、三级运营商诸如鹏博士、长城宽带等需要向以及运营商购买带宽资源以实现互联网接入，这类运营商收费较低，但是为了节约成本，其网速及稳定性相对较差，具体表现为使用实际带宽小于销售时的宣传，使用下载软件没有速度或者被劫持到自家的缓存服务器、玩网络游戏延迟较高且不稳定、连接境外服务时速度慢或无法访问等。
中国大陆的IPv4地址有限，导致部分家庭宽带用户被运营商分配了NAT444的IP地址，这可能会影响网络性能，比如无法使用BT、电驴等方式下载文件，某些网络游戏不能联机，NAS无法进行FTP和远程传输，连接数受限制等等问题，一级运营商在收到客户投诉后有可能会给用户分配公网IP，但中小型运营商则完全不会分配公网IP。此外80、443端口会被运营商封锁，致使用户无法使用家庭宽带搭建网站。
由于国际出口带宽有限，在网络拥塞的情况下，运营商会自动在国际出口线路路由上使用动态QoS调整策略，把民用宽带用户的数据全部或根据拥塞情况选择性丢弃，以此给专线和政企宽带的流量让道，以此达到保证这些VIP用户的宽带质量。

## 互联网企业
截至2017年12月，中国大陸境内外上市互联网企业数量达到102家，总体市值为8.97万亿人民币。中国大陸网信独角兽企业总数为77家，其中北京的独角兽企业数占比为41.6%，上海的独角兽企业占比为23.4%。截至2017年6月，中国大陸拥有人工智能企业592家，占全球总数的23.3%。
中国大陸最大的互联网公司是腾讯、阿里巴巴和百度，分别是全球第4、5、9大主营互联网相关业务的公司。
| 排名 | 公司         | 业务     | 营业额 （单位：十亿美元） | 财年 | 雇员   | 市值 （单位：十亿美元） | 总部 | 参            |
| ---- | ------------ | -------- | ------------------------- | ---- | ------ | ----------------------- | ---- | ------------- |
| 4    | 腾讯         | 社交网络 | 9.91                      | 2014 | 25,517 | 144.24                  | 深圳 | [ 73 ] [ 74 ] |
| 5    | 阿里巴巴集團 | 电子商务 | 8.57                      | 2014 | 26,000 | 246.02                  | 杭州 | [ 75 ]        |
| 9    | 百度         | 搜索引擎 | 5.21                      | 2014 | 34,600 | 78.02                   | 北京 | [ 76 ] [ 77 ] |

## 应用
随着中国大陸互联网的发展，电子邮件、BBS等传统互联网络应用逐渐减少，搜索引擎、即时通信等基础网络应用趋向饱和，移动商务类应用发展迅速，网络支付使用率增长迅速。此外，网络炒股成为网民投资焦点，由于股市带来的用户分流，使得网络余额理财类应用的使用率增长出现停滞。

## 法律規管
2017年9月中央网络安全和信息化委员会办公室推出《互联网群组信息服务管理规定》規管即時通訊群組和聊天室等。當月《检察日报》採訪了国家行政学院教授杨小军的看法，「杨小军也认为，管理责任并非上述一些网友所理解的『让群主也要承担群成员违法违规的责任』，在互联网群组中不只有群主一个责任主体，还有群主、参与人（发言人）、网络平台提供商、相关主管部门这四个主体共同参与，才有互联网及其群组的发展进步；同样，四个主体也分别承担相应责任」、「对于一些网友列举出群主需要对群成员的信息发布和传播行为而承担的诸多民事、行政乃至刑事责任，杨小军明确表示了反对：『这个观点实际上是让群主一人负担所有人的责任，甚至把管理部门的责任都归到群主身上。这既不客观，也不可能』」；報導又採訪中国政法大学教授王卫国，「有网友戏称通过司法考试才敢当群主。有的群主对法律法规不是很熟悉，那么其对群成员的信息交流是否违反法律法规该如何判断、管理呢？王卫国表示，这还是网友对管理责任的过大理解。实际上，群主只要根据一般人的判断，认为群成员的表达明显不妥时，给予提示、禁止，就算是已经尽到管理责任了。对于比较专业化的问题，法律法规不可能赋予群主过度的责任。」
2022年8月1日起，收紧对用户和平台控制的《互联网用户账号信息管理规定》開始實行。根據該規定，互联网个人用户注册、使用账号信息，含有职业信息的，应当与个人真实职业信息相一致；互联网信息服务提供者为互联网用户提供信息发布、即时通讯等服务的，应当进行真实身份信息认证；应当对互联网用户在注册时提交的和使用中拟变更的账号信息进行核验。互联网服务提供商在账号信息页面展示互联网用户账号的互联网协议地址归属地信息。

## 网络审查
中国共产党网络管理机构对中国大陆的互联网进行了审查。审查包括了一系列的行政手段和技术手段。在防火长城技术的支持下，部分例如Google、Facebook、YouTube等网站在中国大陆均无法正常访问。
香港、澳门作为中华人民共和国的特别行政区，不受中國大陸网络审查的限制，与除中国大陆以外的其他地区之间的网络连接不会受防火长城影响。
中国大陸互联网的审查和监控模式对全球互联网的影响正在逐渐加强。自由之家从2017年起记录到有18个国家使用中国大陸开发的人工智能监视系统。